# Палаццо Контарини-дель-Боволо
Палаццо Контарини-дель-Боволо (итал. Palazzo Contarini del Bovolo) — дворец в Венеции, в сестиере (районе) Сан-Марко, недалеко от Кампо-Манин (Площади Даниэле Манина) и моста Риальто. Считается образцом архитектуры поздней венецианской готики.

## История

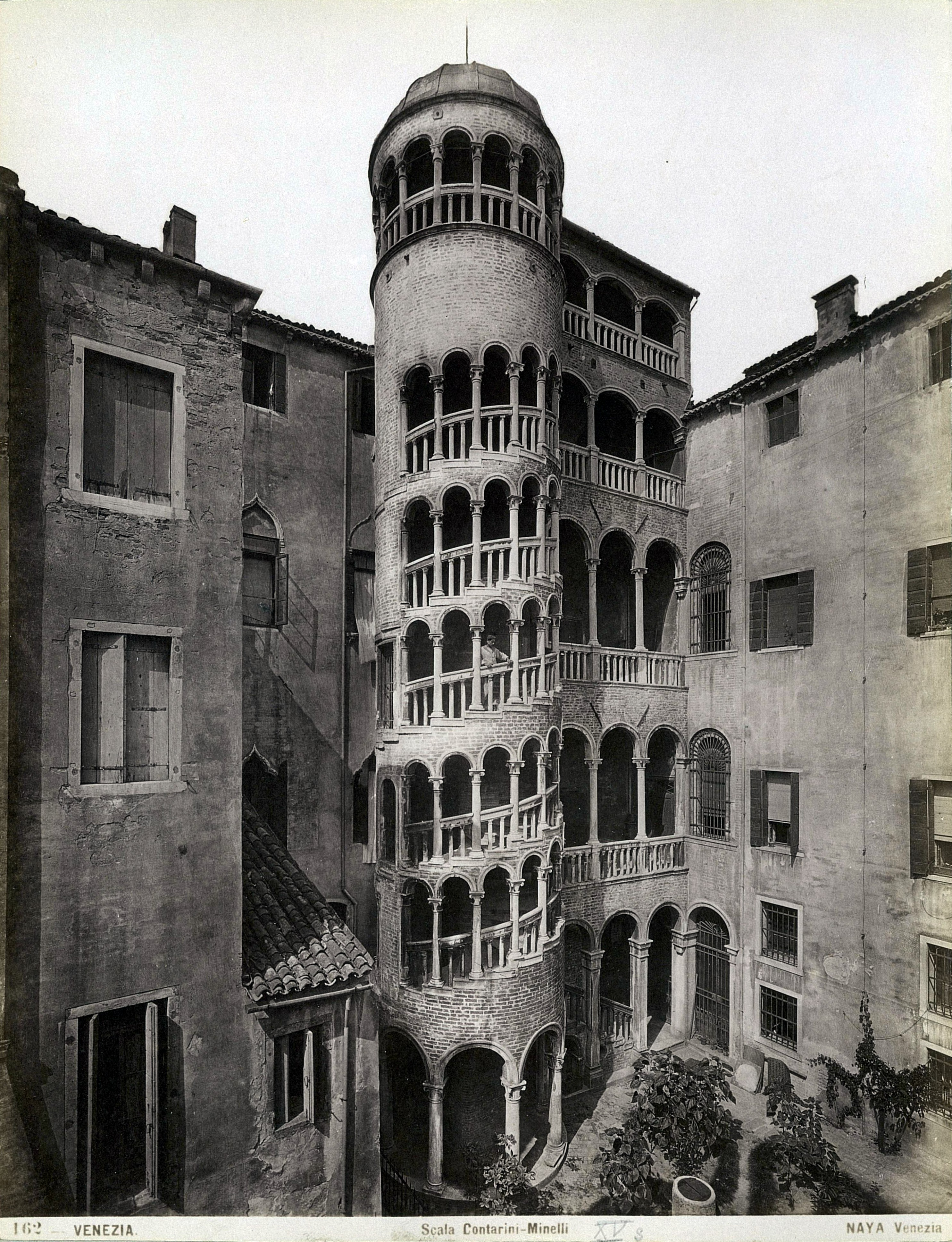
Лестница Контарини-Минелли. Фото 1870-х гг.

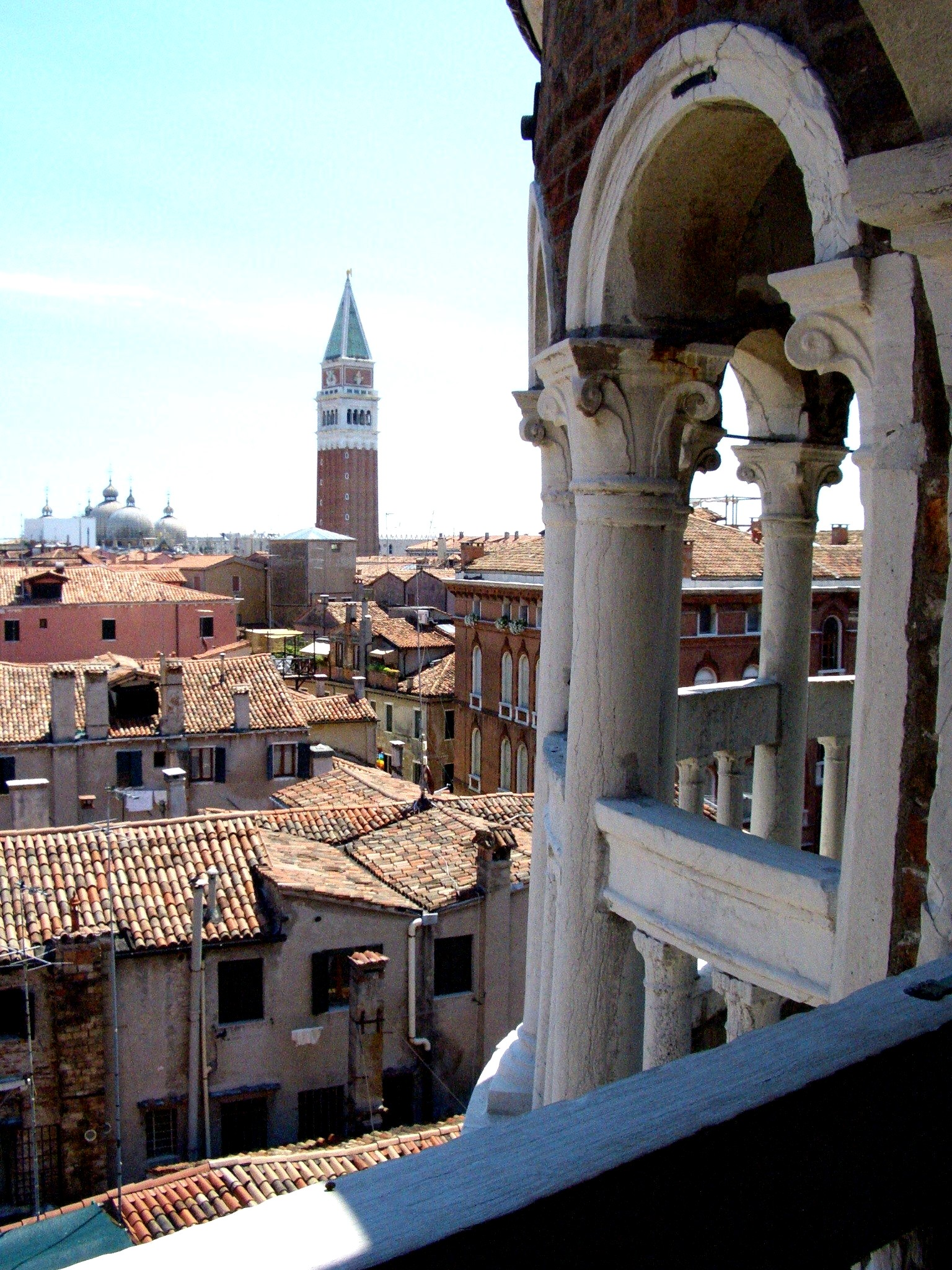
Вид с верхней части лестницы в сторону колокольни Сан Марко.

Дворец был построен в 1499 году для Пьетро Контарини (возможно, Пьетро ди Джованни), Марко Контарини и Джованни Баттиста Контарини, сенаторов Венецианской республики, представителей древнейшего патрицианского рода. Семья имела и другие дворцы в Венеции: Палаццо Контарини-даль-Дзаффо (Дорсодуро), Палаццо Контарини-даль-Дзаффо (Каннареджо), Палаццо Контарини-Пизани, Палаццо Контарини-Фазан. Дворец, в отличие от других, получил прозвание «ди Сан Патерниан» (итал. рaternian — отцовский, отеческий, пастырский), а затем, из-за добавления винтовой наружной лестницы (архитектор Джованни Канди), — «дель Боволо» (итал. bovolo — спираль).
В 1717 году владельцем палаццо стал Джованни Минелли, который женился на Элизабетте ди Пьетро Мария Контарини, последней представительнице семьи. В начале XIX века дворец приобрела компания Эмери (Emery), сдавшая часть помещений в аренду Арнольдо Марселю, открывшему отель под названием «Мальтийский» (отсюда и название мальтийского двора внутри здания). В 1852 году по завещанию дворец был передан приходу Святого Луки и стал резиденцией Конгрегации милосердия (Congregazione di Carità).
В 1859 году художник-литограф и астроном Те́мпель Эрнст провёл свои первые астрономические наблюдения со смотровой башни с помощью собственного телескопа. Здесь он открыл 2 апреля 1859 года комету С/1859 G1, а 19 октября 1859 года — туманность Меропа в скоплении Плеяд. Здание до настоящего времени принадлежит IRE Венеции (итал. Istituzioni di ricovero e di educazione — Учреждению детских приютов и образования) .

## Архитектура
Здание построено из красного кирпича, имеет два фасада, сильно отличающиеся друг от друга, но оба характерны многоярусными лоджиями с полукруглыми или стрельчатыми арками, опирающимися на беломраморные колонны.
Главная особенность дворца — ажурная винтовая лестница, спроектированная Джованни Канди или, в соответствии с более поздними гипотезами, Джорджо Спавенто, даёт доступ к прилегающим лоджиям, разработанным на пяти уровнях. Башня заканчивается смотровой площадкой с куполом, с которой открывается панорамный вид на город. Когда-то башня была украшена фресками как внутри, так и снаружи, но от них остались лишь небольшие следы . Внутри здания имеются произведения живописи XVII и XVIII веков, также принадлежащие IRE .